# 三線三星 (第一序列)

三線三星（第一序列）職務階級識別章

三線三星 (第一序列)。為中華民國警察職務階级之一，高階警察幹部，佩階三線三星，官等列「警監二階至警監一階」同一般公務員簡任第十二職等至第十三職等，相當於軍職少將至中將。上级為三線四星，下級為三線三星（第二序列）。

## 概要
經公務人員特種考試（一般）警察人員考試及格，並經中央警察大學畢業或訓練合格，依法任職。

## 主要職稱
內政部警政署（本部）
1. 副署長（3人）
2. 警政委員

內政部警政署刑事警察局
- 局長

直轄市政府警察局
- 局長（6人，臺北市、高雄市、新北市、臺中市、臺南市、桃園市警局）

臺灣警察專科學校
- 校長

中央警察大學
- 副校長

## 相等職級
日本
1. 警視總監（警視總監為警視廳最高首長，同時是日本警察階級的首位，僅設置一人，也相當於臺北市政府警察局局長）
2. 警視監

韓國
1. 治安正監

臺灣
1. 內政部消防署 三線四星「警監一階」中華民國內政部消防署：署長

中華民國內政部消防署：署長

2. 法務部矯正署 三線四星  中華民國法務部矯正署：矯正署長

中華民國法務部矯正署：矯正署長

中華民國海洋委員會海巡署簡任十三職等、三線三星 (第一序列)警監一階、中將：副署長

3. 海洋委員會海巡署 金底一星 中華民國海洋委員會海巡署簡任十三職等、三線三星 (第一序列)警監一階、中將：副署長 中華民國海洋委員會海巡署簡任十二職等、三線三星 (第一序列)警監二階、少將

中華民國海洋委員會海巡署簡任十二職等、三線三星 (第一序列)警監二階、少將

4. 海洋委員會海巡署 三線四星